# Waves (album Rachel Platten)
Waves – czwarty album studyjny amerykańskiej piosenkarki Rachel Platten, wydany 27 października 2017 roku.

## Informacje o albumie
18 sierpnia 2017 roku Platten wydała singiel „Broken Glass” promujący jej czwarty album studyjny. 6 października piosenkarka ujawniła pierwszy singiel promocyjny „Perfect for You” oraz zapowiedziała wydanie albumu Waves i zdradziła tracklistę. 20 października wydała kolejny singiel promocyjny – „Collide”.
Album Waves ukazał się 27 października 2017 roku i zadebiutował na 73. pozycji listy Billboard 200, sprzedając się w nakładzie 8,000 kopii w pierwszym tygodniu premiery.

## Piosenkarka o albumie
Praca nad tą płytą była wspaniałym doświadczeniem. Nigdy wcześniej nie czułam takiej wolności i weny twórczej. Pracowałam nad naprawdę emocjonalnymi rzeczami, płakałam przy pianinie o 3 nad razem, ale także budziłam się w niektóre dni i wskakiwałam do oceanu, czując się fantastycznie. Wtedy chciałam pisać piosenki, do których mogłabym tańczyć. Ta płyta jest surowa, pełna emocji, ale także zabawna, słodka i prawdziwa. To naprawdę cała ja – jestem bardzo dumna z tego albumu!

## Lista utworów
| Waves – Edycja standardowa | Waves – Edycja standardowa | Waves – Edycja standardowa                                    | Waves – Edycja standardowa                            | Waves – Edycja standardowa |
| Nr                         | Tytuł utworu               | Autorzy                                                       | Produkcja                                             | Długość                    |
| -------------------------- | -------------------------- | ------------------------------------------------------------- | ----------------------------------------------------- | -------------------------- |
| 1.                         | „Perfect For You”          | Rachel Platten, Mike Eyal Aljadeff, Mitch Allan, Nate Cyphert | Chantry Johnson, The Wiild, Allan                     | 3:36                       |
| 2.                         | „Whole Heart”              | Platten, Jason Evigan, Brett McLaughlin                       | Evigan, Gian Stone                                    | 3:11                       |
| 3.                         | „Collide”                  | Platten, busbee, Lindy Robbins                                | busbee, Cameron Jaymes, Jason Evigan, Spencer Bastian | 3:25                       |
| 4.                         | „Keep Up”                  | Platten, Eyal Aljadeff, Jon Levine                            | Levine                                                | 3:35                       |
| 5.                         | „Broken Glass”             | Platten, Cyphert, Mikkel Eriksen, Jarrad Rogers               | Stargate, Rogers                                      | 2:59                       |
| 6.                         | „Shivers”                  | Platten, Evigan, Sean Douglas                                 | Evigan, Chris Gehringer, Stone                        | 2:55                       |
| 7.                         | „Loose Ends”               | Platten, Evigan, Douglas                                      | Evigan, Stone                                         | 3:31                       |
| 8.                         | „Labels”                   | Platten, Zach Skelton, Ryan Tedder                            | Skeleton, Tedder                                      | 2:59                       |
| 9.                         | „Loveback”                 | Platten, Cyphert, Ian Kirkpatrick                             | Kirkpatrick                                           | 3:22                       |
| 10.                        | „Hands”                    | Platten, Cyphert, Kirkpatrick                                 | Kirkpatrick, Levine                                   | 3:54                       |
| 11.                        | „Fooling You”              | Platten, Sam Martin, Kirkpatrick                              | Kirkpatrick                                           | 3:49                       |
| 12.                        | „Good Life”                | Platten, Levine                                               | Levine                                                | 3:46                       |
| 13.                        | „Grace”                    | Platten, Cyphert, Evigan, Douglas                             | Evigan Stone                                          | 4:19                       |
|                            |                            |                                                               |                                                       | 45:21                      |

| Waves – Edycja Target | Waves – Edycja Target | Waves – Edycja Target                | Waves – Edycja Target | Waves – Edycja Target |
| Nr                    | Tytuł utworu          | Autorzy                              | Produkcja             | Długość               |
| --------------------- | --------------------- | ------------------------------------ | --------------------- | --------------------- |
| 1.                    | „Even If It Hurts”    | Platten, McLaughlin, Jonas Jeberg    | Jeberg                | 3:11                  |
| 2.                    | „Without You”         | Platten, Asia Whiteacre, Kid Harpoon | Levine                | 3:29                  |
| 3.                    | „Wild”                | Platten, Levine                      | Levine                | 3:05                  |
|                       |                       |                                      |                       | 9:45                  |

## Pozycje na listach

### Notowania tygodniowe
| Notowanie (2017)    | Najwyższa pozycja |
| ------------------- | ----------------- |
| Japonia (Oricon)    | 142               |
| USA (Billboard 200) | 73                |